# バッドフォース
バッドフォースは、2006年11月5日にGAINAがアジアン・コンドル（現：コンドル）、ゼウスとともに結成した、大阪プロレスのヒールユニットである。

## 歴史
2006年11月、GAINAが東北ジュニアヘビー級選手権をザ・グレート・サスケから奪取。
2007年4月22日、ベンタバルの秀吉、政宗が加入。
2007年4月28日、スーパードルフィン(加入後、リングネームをゼロに変更)が正規軍を離脱しバッドフォースに加入する。その後、ゼロが構成するようになる。
2007年6月9日、バッドフォースVS正規軍の勝ち抜き戦が行われ勝利した。詳細は、以下の通り。
1○タイガースマスク（10分12秒 十字固め）秀吉×
2×タイガースマスク（1分32秒 雷切→片エビ固め）政宗○
3×原田大輔（1分09秒 奸智）政宗○
4○アジアン・クーガー（3分07秒 リングアウト）政宗×
5×アジアン・クーガー（4分30秒 スクールボーイ）GAINA○
6○ビリーケン・キッド（6分19秒 ファイヤーバード・スプラッシュ→片エビ固め）GAINA×
7×ビリーケン・キッド（11分42秒 魔界一のスプラッシュ）ゼロ○
※＜正規軍＞先鋒タイガースマスク 次鋒原田大輔 副将アジアン・クーガー 大将ビリーケン・キッド
＜バッドフォース＞先鋒秀吉 次鋒政宗 副将GAINA 大将ゼロ
2007年6月23日、ゼロが頭部を負傷。
2007年8月25日、タッグフェスティバル2007にGAINAのパートナーゼロが負傷したため、代わりのパートナーとして呼んでいたブラックバファローが、入隊。
2007年8月26日、秀吉、政宗が景虎＆ラッセに負けて大阪プロレスタッグ選手権のベルトを持っていかれる。
2007年10月8日、正規軍VSバッドフォース団体戦試合は、4-3で勝利する。
2007年10月28日、コンドルが、MWF認定世界ジュニアヘビー級チャンピオンのベルトをグラン浜田から、奪取。
2007年11月、GAINAが東北ジュニアヘビー級の防衛に失敗。
2007年12月、ゼロ&GAINAが大阪プロレスタッグ選手権を景虎＆ラッセから奪取。
2008年1月3日、コンドルが神威からベルトを防衛。試合終了後に、コンドルがバッドフォースに勧誘。その後、それを了承して入隊。
2008年1月19日、ゼウスを追放する。
2008年2月11日、大阪ハリケーン2008にて、セミファイナルの大阪プロレスタッグ選手権、ゼロ＆GAINAVSツバサ＆アジアン・クーガーの試合終了後に、まさかの小峠篤司のバッドフォース入隊。試合終了後、ゼロとGAINAをリスペクトしていたことを発表した。
メインイベントでは、ブラックバファローが、タイガースマスクとマスク剥ぎマッチで対戦し破れ、正体が山田圭介だと判明、追放される。
2008年4月5日、バッドフォースが重大発表。内容は、以下の通り。
大阪プロレスのビッグプロジェクト「沖縄プロレス」にゼロ、GAINA、コンドルが参戦。5月6日のデルフィン・アリーナ大会を最後に旗揚げ準備に取り掛かるため、当面は大阪プロレス参戦は不可能となる。それに伴い、バッドフォースは4月26日を以って発展的、解散となる。この話に、反発した小峠が、次週、ゼロとシングルを要求。ゼロはこれを了承した。
2008年4月12日、ゼロ対小峠は、ゼロが勝利。試合後、小峠は、「この試合でゼロさんの気持ちは伝わった！もう軍団なんて関係ない！オレは大阪でこんな熱い試合を繰り広げていく！」と叫んだ。
2008年4月26日、この日は、バッドフォースが全勝。
そして解散となった。

## 元所属レスラー
- ゼロ
- GAINA
- コンドル
- 秀吉
- 政宗
- 小峠篤司
- 神威（WMF）
- ブラックバファロー（追放）
- ゼウス（追放）
- カズシ（2007年4月22日以降参戦せず）

## 元所属レフェリー
- テッド・タナベ

## 獲得タイトル
大阪プロレス
- 大阪プロレスタッグ王座 - ゼロ& GAINA
- MWF認定世界ジュニアヘビー級チャンピオン - コンドル